# 日出克
日出克（ひでかつ、1961年 - ）は、沖縄のプログレッシブ・ロック・ミュージシャン。
1993年発表『ミルクムナリ』がCMで使用され、沖縄の伝統芸能であるエイサーでも用いられることがある。

## プロフィール
1961年、八重山・竹富島に生まれる。竹富島・種子祭の唄い手である祖母の唄を子守唄に幼年期を過ごす。小学生時代、芸能の盛んな家庭環境に育ち、母親、姉にギターを習う。中学生時代、オリジナル曲の制作を開始。
22才の頃、ロックバンド『やもり』を結成。各種コンテストに入賞。1986年に上京。さまざまなミュージシャンのバックを務め、ギターの腕を磨く。その後太古ギターと出会うことにより日出克サウンドを生み出す。

## ディスコグラフィー
- 1993年、『ミルクムナリ』がCMで使用され、TEDA KHAN RECORDSからシングルCD発表。
- 1994年、BMGビクターから1stアルバム『神秘なる夜明け』[1]を発表。『ミルクムナリ』全国発売[2]。
- 1995年、2ndアルバム『マピローマ』[3]を発表。
- 2000年、コスモスレコードからライブ・アルバム『日出克ライブ』[4]を発表。
- 2001年
  - 自主レーベルから3rdアルバム『月灯り』を発表。
  - 忠孝酒造『仁風』イメージソングのマキシシングル『仁風』を発表。
- 2002年
  - 全島旗頭フェスティバルテーマソング『旗風舞』を発表。
- 2003年
  - コスモスレコードから『エイサーセレクション・エキストラエディション』[5]を発表。
  - 自主レーベルから『REVOLUSIONS』を発表。
- 2005年
  - ナレッジ・エムエーから『MANDA-LA』[6]を発表。
  - スタジオ響からアルバム『月灯り』[7]を発表。

- 2008年、『日出克オリジナルベスト1994〜2004[8]』を発表。
- 2014年、『ORIGINAL BEST II 2004-2014[9]』を発表。